# Фокони, Алессио
Алессио Фокони (итал. Alessio Foconi, род. 22 ноября 1989, Рим) — итальянский фехтовальщик на рапирах. Многократный чемпион мира и Европы, чемпион Европейских игр, призёр чемпионатов мира и Европы, Европейских игр и Универсиад.

## Биография
Алессио Фокони родился 22 ноября 1989 года в Риме. Свою соревновательную карьеру итальянец начал в 2005 году.
Первых успехов на крупных международных соревнованиях итальянский рапирист добился в 2011 году, когда на Всемирной Универсиаде он стал вторым в командных соревнованиях. Через два года Алессио продолжил прогрессировать: итальянский рапирист во второй раз подряд поднялся на пьедестал почёта в командной рапире на студенческих играх 2013 года, а на национальном чемпионате впервые выиграл личный турнир. В 2015 году итальянец вновь заявил о себе, став чемпионом Европейских игр в индивидуальном первенстве и выиграв серебряную медаль в соревнованиях команд.
С 2017 года итальянец стал одним из лидеров национальной команды, выиграв чемпионат страны во второй раз, и заслужил право выступать на соревнованиях самого высокого уровня. В том же Алессио стал бронзовым призёром чемпионата Европы в командной рапире, а через месяц стал одним из триумфаторов чемпионата мира в той же дисциплине. В 2018 году итальянец вошёл в элиту мирового фехтования на рапирах, став чемпионом мира в личном турнире рапиристов, победив над таких титулованных фехтовальщиков, как пятикратного чемпиона мира (четырежды в индивидуальных соревнованиях) немца Петера Йоппиха, француза Энцо Лефора и британца Ричарда Круза. Через три дня Алессио в составе сборной Италии выиграл командное первенство во второй раз подряд и стал трёхкратным победителем чемпионатов мира.
В 2019 году Алессио впервые в карьере стал чемпионом Европы, выиграв личные соревнования, а также завоевал бронзовую медаль континентального первенства в командной рапире. Однако на чемпионате мира итальянец не смог подтвердить чемпионское звание, уступив в первом же раунде. Однако в командном турнире Алессио помог сборной Италии занять третье место.

## Лучшие результаты

### Чемпионаты мира
- Золото — чемпионат мира 2017 года (Лейпциг, Германия) (команды)
- Золото — чемпионат мира 2018 года (Уси, Китай)
- Золото — чемпионат мира 2018 года (Уси, Китай) (команды)
- Бронза — чемпионат мира 2019 года (Будапешт, Венгрия) (команды)

### Чемпионаты Европы
- Золото — чемпионат Европы 2019 года (Дюссельдорф, Германия)
- Серебро — чемпионат Европы 2018 года (Нови-Сад, Сербия) (команды)
- Бронза — чемпионат Европы 2017 года (Тбилиси, Грузия) (команды)
- Бронза — чемпионат Европы 2019 года (Дюссельдорф, Германия) (команды)

### Европейские игры
- Золото — Европейские игры 2015 года (Баку, Азербайджан)
- Серебро — Европейские игры 2015 года (Баку, Азербайджан) (команды)